# Oleksij Babyr
Oleksij Olehovyč Babyr (in ucraino Олексій Олегович Бабир?; Sinferopoli, 15 marzo 1990) è un calciatore ucraino, attaccante dell'Inkomsport Kujbyševo.

## Carriera

### Club
Ha giocato nella prima divisione ucraina, in quella lettone ed in quella bielorussa.

### Nazionale
Ha giocato nelle nazionali giovanili ucraine Under-19 ed Under-21.